# Comuna Tomașivka, Iarmolînți
Tomașivka (în ucraineană Томашівка) este o comună în raionul Iarmolînți, regiunea Hmelnîțkîi, Ucraina, formată din satele Nove Selo și Tomașivka (reședința).

## Demografie
Componența lingvistică a comunei Tomașivka
     Ucraineană (98,45%)
     Rusă (1,21%)
     Alte limbi (0,35%)
Conform recensământului din 2001, majoritatea populației comunei Tomașivka era vorbitoare de ucraineană (98,45%), existând în minoritate și vorbitori de rusă (1,21%).